# Ministério para a Qualificação e Emprego
O Ministério para a Qualificação e Emprego foi a designação de um departamento do XIII Governo Constitucional de Portugal. A única ministra a titular a pasta foi Maria João Rodrigues.